# Bruno Reversade
Bruno Reversade (né en 1978) est un biologiste américain spécialisé en génétique humaine. Il est directeur de l'Institut de Biologie Moléculaire et Cellulaire (IMCB) et du Genome Institute of Singapour (GIS) à A*STAR a Singapour. Il occupe plusieurs postes de professeur dans d'autres universités a l’étranger. Reversade est reconnu pour avoir identifié la cause de maladies génétiques orphelines, pour ses recherches sur la génétique de jumeaux identiques et pour la découverte de nouvelles hormones,,.

## Biographie

### Éducation
Bruno Reversade est né en 1978 dans une famille franco-américaine. Il a grandi à Grenoble et à Washington, DC (États-Unis). Bruno Reversade a étudié à l'Université Joseph-Fourier, à l'Université Pierre-et-Marie-Curie et à l'UCLA.

### Carrière scientifique
Reversade s'est intéressé à la biologie du développement en 1997 alors qu'il étudiait à l'Université Western Ontario (Canada) sous la direction du Prof. Greg Kelly,.
Il a obtenu sa maîtrise à l'Institut Pasteur (Paris), où il a étudié le développement de la tête chez l'embryon de souris,. Il a ensuite déménagé aux États-Unis pour travailler au laboratoire HHMI d'Edward M. De Robertis à l'Université de Californie à Los Angeles. Il y a étudié la spécification de l'axe dorso-ventral au cours du développement des vertébrés en utilisant des embryons de Xenope. En 2005, Reversade et De Robertis ont expliqué comment plusieurs protéines extracellulaires permettent aux embryons coupés en deux de s'autoréguler de manière cohérente,,.
En 2006, Reversade a obtenu son doctorat à l'Université Pierre-et-Marie-Curie. En 2008, il a reçu le prix d'investigation A*STAR (Singapour) et a créé son équipe en 2008 à l'Institut de Biologie Médicale (IMB) pour mener des recherches sur l'embryologie humaine et la génétique. En 2015, il devient directeur chez A*STAR. En 2015, il a reçu le prix AAA de l'Université libre d'Amsterdam et a été nommé professeur de génétique humaine au Centre de médecine de la reproduction du Centre médical universitaire de l'Université d'Amsterdam. Depuis 2016, Reversade est professeur émérite de génétique humaine à l'Université de Koç (Turquie).

## Domaines de recherche

### Génétique mendélienne
Son laboratoire travaille sur la caractérisation génétique et la description clinique des maladies héréditaires chez l'homme,. Son équipe a identifié des mutations responsables de syndromes progéroïdes chez l'homme,,, des maladies liées à l'inflammasome NLRP1 ,, et des cancers auto-guérissables. Les équipes de Bruno Reversade ont identifié ces gènes mutés comme étant responsables de nouvelles maladies genetiques :
| Année | Gene     | Inheritance  | Maladie Mendelienne                                                  | Phenotype MIM |
| ----- | -------- | ------------ | -------------------------------------------------------------------- | ------------- |
| 2009  | PYCR1    | Recessive    | Cutis laxa, autosomal recessive, type IIB (wrinkly skin syndrome),   | 614438        |
| 2010  | CHSY1    | Recessive    | Temtamy preaxial brachydactyly syndrome                              | 605282        |
| 2011  | TGFBR1   | Dominant     | Multiple Self-healing Squamous Epithelioma (Fergurson-Smith disease) | 132800        |
| 2012  | IRX5     | Recessive    | Hamamy syndrome,                                                     | 611174        |
| 2012  | AAGAB    | Recessive    | Punctate palmoplantar keratoderma, type IA                           | 148600        |
| 2014  | KATNB1   | Recessive    | Lissencephaly with Microcephaly 6                                    | 616212        |
| 2015  | DCPS     | Recessive    | Al-Raqad syndrome                                                    | 616459        |
| 2015  | ALDH18A1 | Dominant     | Dominant Cutis laxa type 3                                           | 616603        |
| 2016  | NLRP1    | Dominant     | Multiple self-healing palmoplantar carcinoma,                        | 615225        |
| 2016  | USP9X    | Heterozygous | X-linked syndromic mental retardation 99                             | 300968        |
| 2016  | ELMO2    | Recessive    | Primary intraosseous vascular malformation                           | 606893        |
| 2017  | ENPP1    | Recessive    | Cole disease                                                         | 615522        |
| 2017  | CDK10    | Recessive    | Al Kaissi syndrome                                                   | 617694        |
| 2017  | LGI4     | Recessive    | Neurogenic Arthrogryposis multiplex congenita with myelin defect     | 617468        |
| 2017  | KIAA1109 | Recessive    | Alkuraya-Kucinskas syndrome                                          | 617822        |
| 2017  | SMCHD1   | Dominant     | Bosma arhinia microphthalmia syndrome                                | 603457        |
| 2018  | CAMK2A   | Recessive    | Mental retardation, autosomal recessive 63,                          | 618095        |
| 2018  | RSPO2    | Recessive    | Tetraamelia syndrome with pulmonary agenesis,                        | 618021        |
| 2019  | TBX4     | Recessive    | PAPPA syndrome                                                       | 601719        |
| 2020  | UGDH     | Recessive    | Jamuar Syndrome                                                      | 603370        |
| 2020  | MTX2     | Recessive    | Mandibuloacral dysplasia progeroid syndrome                          | 619127        |
| 2020  | NUAK2    | Recessive    | Anencephaly                                                          | 608131        |
| 2021  | C2orf69  | Recessive    | Elbracht-Işikay Syndrome                                             | 619219        |
| 2021  | DPP9     | Recessive    | Auto-immune syndrome                                                 |               |

### Biologie du développement et jumelite identique
Les recherches de Bruno Reversade en biologie du développement se sont appuyées sur divers organismes modèles (C. elegans, Drosophile, poisson-zèbre, Xenopus et souris transgéniques) et ont couvert des processus embryonnaires tels que l'induction neurale, développement des membres,,, et diverses maladies humaines causant des malformations congénitales, .
En 2005, au cours de son doctorat dans le laboratoire d'Edward De Robertis, les scientifiques ont publié deux découvertes,, concernant l'autorégulation d'un champ morphogénétique embryonnaire médié par la voie extracellulaire Chordin / BMP / Sizzled. Cela a permis de fournir un cadre moléculaire sur la façon dont les embryons divisés en deux moitiés peuvent se transformer en embryons jumelés identiques parfaits, bien que plus petits.
Reversade étudie également la génétique des jumeaux dizygotes et monozygotes chez l'homme,,. Il a recherché les gènes responsables du jumeaux monozygote à partir de populations rares.

### Hormones et micropeptides
Les recherches de Reversade ont également été pionnières dans l'annotation de nouveaux micropeptides et hormones.
- ELABELA En 2013, il a découvert et breveté une nouvelle hormone nommée Elabela (ELA)[52]. Ce peptide circulant sécrété fonctionne comme un ligand endogène pour le récepteur Apelin (un récepteur couplé à la protéine G)[53],[54]. L'inactivation génétique de l'ELA entraîne des anomalies [55],[56] prédispose à la prééclampsie [57],[58],[59] et est nécessaire à l'auto-renouvellement des cellules souches embryonnaires humaines[60]. Des analogues d'Elabela sont entrés dans les essais cliniques d'Amgen[61].
- BRAWNIN En 2020, il a participé à la caractérisation de C12orf73, un gène codant une protéine responsable de la fabrication d'un peptide de 71 acides aminés appelé BRAWNIN. Ce petit peptide est essentiel pour l'assemblage du complexe de la chaîne respiratoire III (CIII) dans les cellules humaines et le poisson zèbre[62].
- C2orf69 En 2021, avec I. Kurth et ses collègues [47],[63] son équipe a identifié un syndrome fatal causé par l'inactivation homozygote de C2orf69. Ce gène code un peptide de 385 acides aminés qui peut être sécrété ou associé aux mitochondries. C2ORF69 possède une homologie avec les enzymes estérase/lipase.

## Prix
- Society-in-Science Branco Weiss Fellowship (2007), ETH Zurich[64] ;
- Prix d'investigation inaugural A*STAR (2008), Agence pour la science, la technologie et la recherche[51] ;
- Prix EMBO Young Investigator (2012), Organisation européenne de biologie moléculaire[4] ;
- Prix AAA (2015), Vrije Universiteit Amsterdam[13] ;
- Chercheur principal de la NRF (2018), National Research Foundation, gouvernement de Singapour[65].